# Ладария, Маргарита Глебовна
Маргарита Глебовна Лада́рия (Ладариа) (род. 13 августа 1925, Гудаута, Автономная Республика Абхазия) — советский и абхазский литературовед, доктор филологических наук (1984), доцент Абхазского государственного университета, старший научный сотрудник Абхазского института гуманитарных исследований, действительный член Академии наук Абхазии (2011).

## Биография
Родился 13 августа 1925 года в городе Гудаута, ССР Абхазия. В 1948 году окончила факультет русского языка и литературы Московского государственного педагогического университета (МГПИ). В 1948—1949 годах преподавала русский язык и литературу в средней школе № 69 Киевского района Москвы.
В 1952 году окончила аспирантуру по литературному отделению при МГПИ. В 1954 году защитила диссертацию «Роман И. С. Тургенева „Накануне“» и получила учёную степень кандидата филологических наук.
В 1953 году вернулась в Абхазию и начала работать в Сухумском государственном педагогическом институте (ныне Абхазский государственный университет); занимала должности старшего преподавателя кафедры истории русской литературы (1953—1955), заведующей кафедрой русской и зарубежной литературы (1955—1972 и с 1984), доцента (1972—1977).
В 1984 году защитила диссертацию «И. С. Тургенев и писатели Франции XIX в.» и получила учёную степень доктора филологических наук.
Умерла в апреле 2017 года в Сухуме.

## Научная деятельность
Область научных интересов: творчество И. С. Тургенева.
Автор 30 научных и научно-методических работ, 20 статей в газетах, 3 монографий, а также учебных пособий и сборников статей.

## Награды
- Действительный член Академии наук Абхазии (2011)[2]
- Заслуженный работник высшей школы Абхазской АССР[2]
- Медаль «За доблестный труд» (1970)[2]
- Медаль «За отличные успехи в работе» (1981)[2]
- Медаль «Ветеран труда» (1983)[2]
- Орден «Знак Почёта» (1986)[2]
- Орден «Честь и слава» II степени (2005)[2]